# 台阶

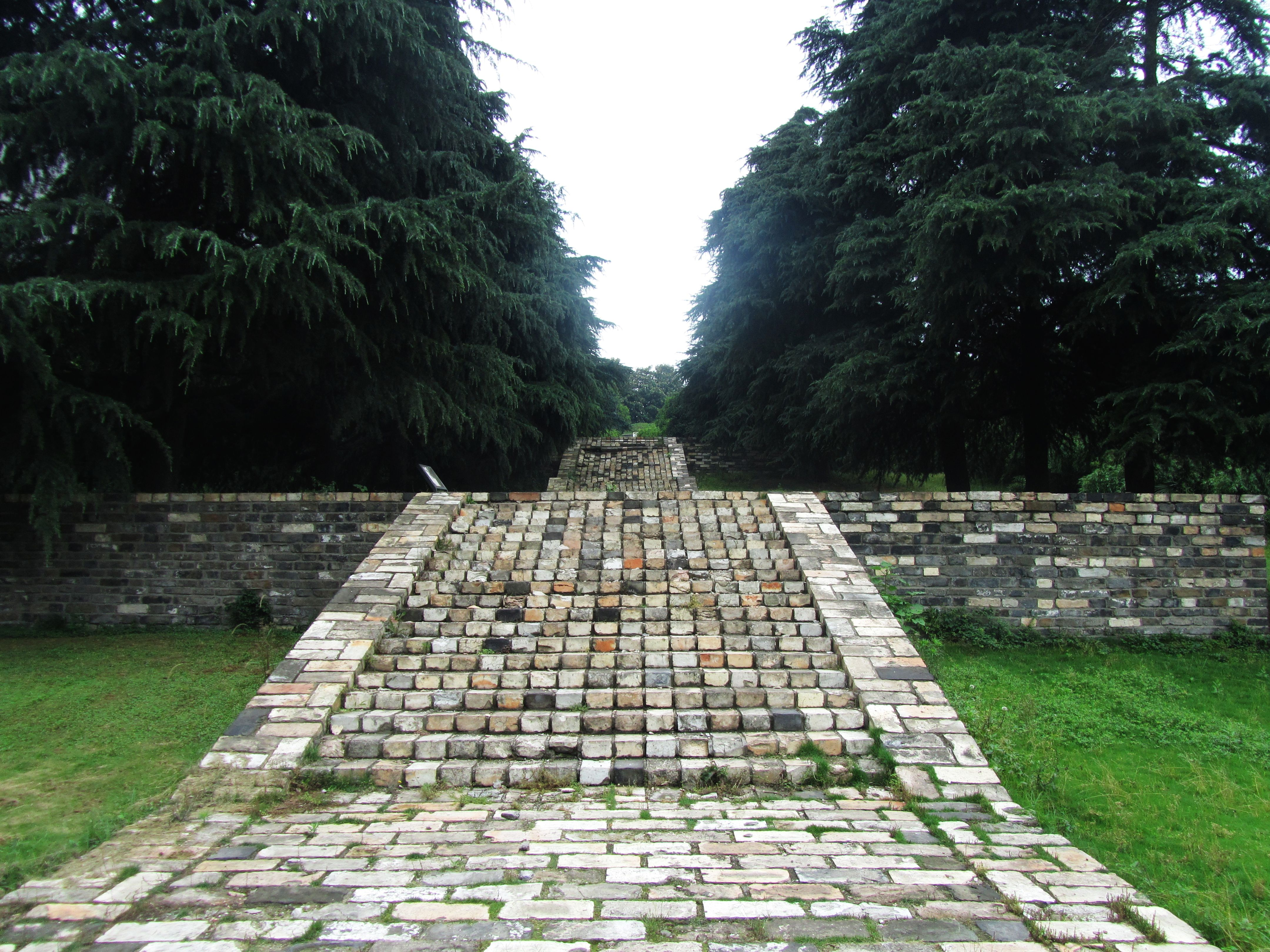
明代李文忠墓享堂门遗址之前的台阶，以城墙砖砌筑。

台阶亦称踏步，指多建于房屋大门前或坡道之上，一级一级供人上下的建筑物，一般以砖、石或混凝土等砌筑而成，中部上下者称踏步（或踏跺），两边随着阶梯的斜度置放的石板则称为垂带。在东亚传统建筑中，台阶为建筑台基的一部分，属石作的范畴。重要建筑物的台阶通常在两侧设踏道，中部不分级，呈一斜面，其上可装饰花纹图案，即专供帝王或神佛像通行的辇道（或称御路）。